# Louis Gas

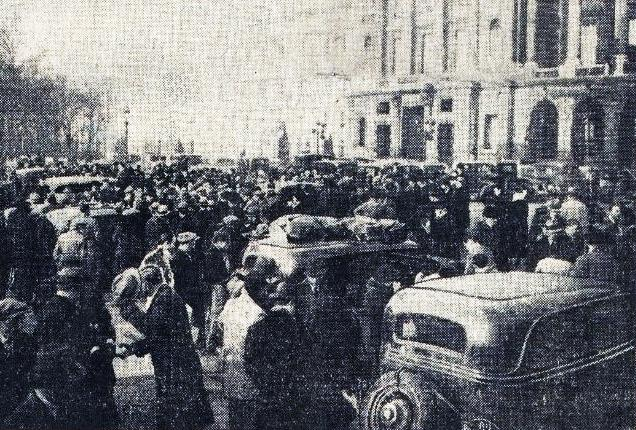
Rallye Monte Carlo 1934, départ de la place de la Concorde à Paris.

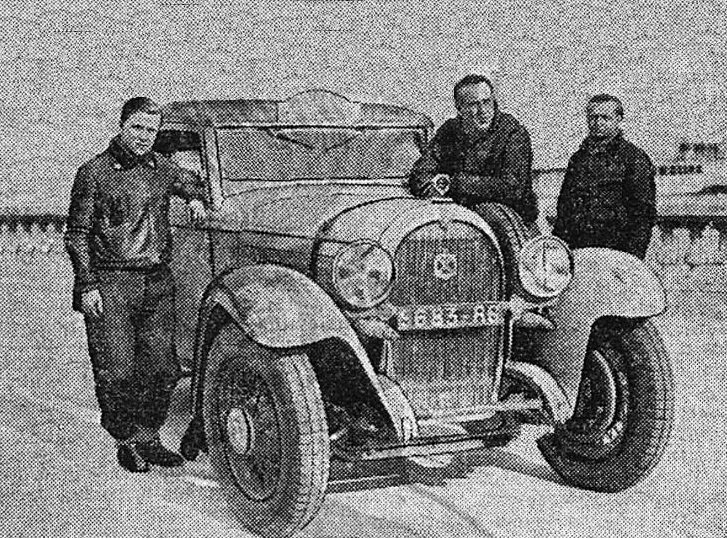
Louis Gas (à gauche) et Jean Trévoux (au milieu), vainqueurs du rallye Monte-Carlo 1934.

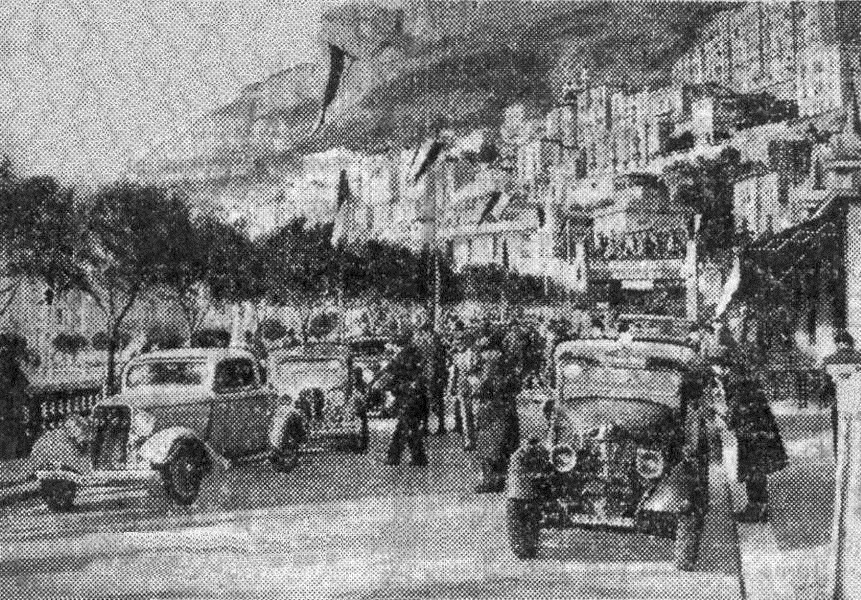
L'Arrivée du rallye Monte-Carlo 1934.

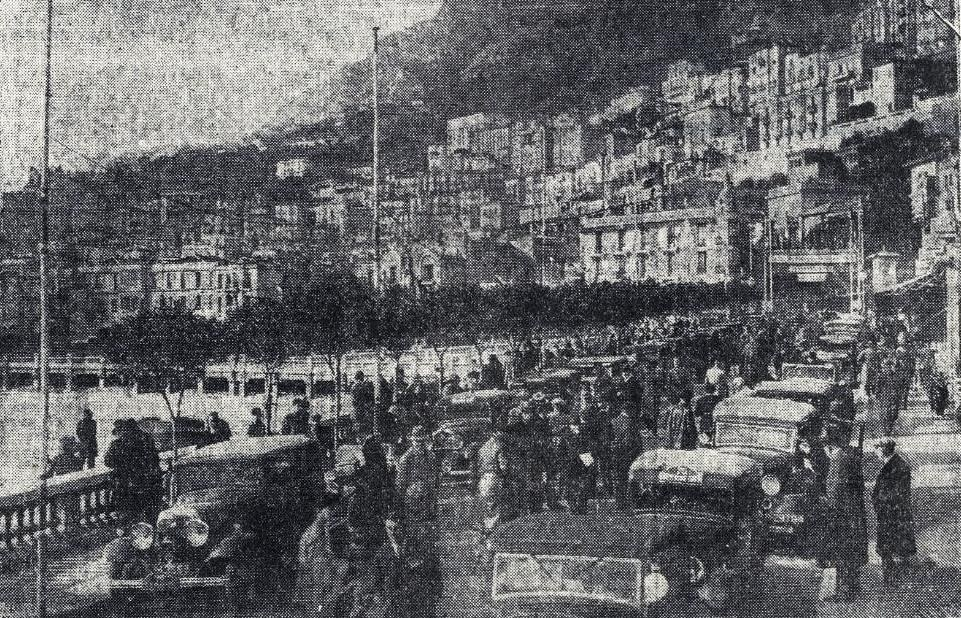
Rallye Monte Carlo 1934, attente des concurrents à Monaco, pour l'accès au parc fermé du quai Albert 1er.

Louis Gas, né le 27 décembre 1894 à Neuilly-sur-Seine et mort le 20 mars 1945 au camp de concentration de Bergen-Belsen, est un pilote de rallye français.

## Palmarès
- Rallye automobile de Monte-Carlo: 1934 (copilote Jean Trévoux, sur Hotchkiss AM 80S).
- Il participe également aux 24 Heures du Mans 1933, toujours avec Jean Trévoux, sur Bentley Blower C 4,4 l compresseur L6 (abandon, après un tout droit à Mulsanne).